# ドラガン・ジャイッチ
ドラガン・ジャイッチ（セルビア語: Драган Џајић, Dragan Džajić, 1946年5月30日 - ）は、ユーゴスラビア出身（セルビア人）の元サッカー選手。セルビアサッカー協会会長。
ドリブル突破とチャンスメイクに優れ、自ら多くのゴールも挙げた左ウイング。ユーゴスラビア史上最高の選手の一人。

## 経歴
18歳の時にユーゴスラビア代表に初招集され、1964年6月17日のルーマニア代表戦でデビュー。ユーゴスラビア代表で最多の85試合に出場している。
大学で商業および経済学を学び、これとサッカーに関する知識を合わせ、レッドスター・ベオグラードのマネージャー、後には会長を務め上げた。2004年に健康問題のため辞職。
2003年11月にUEFAの50周年を祝うためのUEFAジュビリーアウォーズにて、ジャイッチはセルビア・モンテネグロのゴールデン・プレイヤー（過去半世紀の最も優れた選手）としてセルビア・モンテネグロサッカー協会から選出された。
2011年には、goal.comによってUEFA欧州選手権の歴代ベストイレブンに選出された。
2022年9月2日、レッドスターはジャイッチが現役時代に着用した背番号11を2023-24シーズンから永久欠番にすると発表した。
2023年3月14日、セルビアサッカー協会会長に就任した。

## 所属クラブ
- レッドスター・ベオグラード 1961-1975
- SCバスティア 1975-1977
- レッドスター・ベオグラード 1977-1978

## 代表歴
- オリンピックユーゴスラビア代表
  - 1964年 東京オリンピック
- ユーゴスラビア代表
  - 1968年 UEFA欧州選手権（準優勝）
  - 1974年 FIFAワールドカップ（2次リーグ進出）